# Persone di nome Rudolf
| Questa pagina contiene informazioni ricavate automaticamente dalle voci biografiche con l'ausilio del template Bio e di un bot. L'aggiornamento è periodico e automatico e ricostruisce completamente la pagina. Se manca una persona in questa lista, sei pregato di non aggiungerla, ma accertati piuttosto che la sua voce biografica contenga il template Bio e che i dati anagrafici siano correttamente compilati. Se il template Bio manca, inseriscilo tu stesso o, in alternativa, metti l'avviso {{tmp\|Bio}} che ne segnala la mancanza. Se i dati riportati sono sbagliati, correggi direttamente la voce biografica; le modifiche saranno visibili in questa lista entro pochi giorni. Per chiarimenti vedi il progetto antroponimi. La lista contiene solo le 381 persone che sono citate nell'enciclopedia e per le quali è stato implementato correttamente il template Bio. Pagina aggiornata al 6 ago 2025. |

Questa è una lista di persone presenti nell'enciclopedia che hanno il nome Rudolf, suddivise per attività principale.

## Allenatori di calcio(14)
- Rudolf Bommer, allenatore di calcio e ex calciatore tedesco (Aschaffenburg, n. 1957)
- Rudolf Gramlich, allenatore di calcio e calciatore tedesco (Francoforte sul Meno, n. 1908 - Francoforte sul Meno, † 1988)
- Rudi Gutendorf, allenatore di calcio e calciatore tedesco (Coblenza, n. 1926 - † 2019)
- Rudolf Illovszky, allenatore di calcio e calciatore ungherese (Budapest, n. 1922 - Budapest, † 2008)
- Rudolf Jeny, allenatore di calcio e calciatore ungherese (Budapest, n. 1901 - Budapest, † 1975)
- Rudolf Krause, allenatore di calcio e calciatore tedesco orientale (Lipsia, n. 1927 - Lipsia, † 2003)
- Rudolf Krčil, allenatore di calcio e calciatore cecoslovacco (Trnovany, n. 1906 - † 1981)
- Ruud Krol, allenatore di calcio e ex calciatore olandese (Amsterdam, n. 1949)
- Rolf Schafstall, allenatore di calcio e calciatore tedesco (Duisburg, n. 1937 - Krefeld, † 2018)
- Rudolf Sloup, allenatore di calcio e calciatore cecoslovacco (Plzeň, n. 1897 - † 1936)
- Rudolf Soutschek, allenatore di calcio e calciatore austriaco (Vienna, n. 1895 - Vigevano, † 1960)
- Rudolf Stanzel, allenatore di calcio austriaco (Vienna, n. 1899 - Vienna, † 1953)
- Rudolf Strittich, allenatore di calcio e calciatore austriaco (n. 1922 - † 2010)
- Rudolf Vytlačil, allenatore di calcio e calciatore austriaco (Schwechat, n. 1912 - Schwechat, † 1977)

## Allenatori di football americano(1)
- Rudolf Fonkoué, allenatore di football americano francese

## Allenatori di hockey su ghiaccio(1)
- Rudi Hiti, allenatore di hockey su ghiaccio e ex hockeista su ghiaccio jugoslavo (Jesenice, n. 1946)

## Alpinisti(1)
- Rudolf Schwarzgruber, alpinista, geografo e insegnante tedesco (Salisburgo, n. 1900 - Chernoyerkovskaya, † 1943)

## Anatomisti(2)
- Rudolf Albert von Kölliker, anatomista e fisiologo svizzero (Zurigo, n. 1817 - Würzburg, † 1905)
- Rudolf Wagner, anatomista e fisiologo tedesco (Bayreuth, n. 1805 - Gottinga, † 1864)

## Antropologi(1)
- Rudolf Martin, antropologo tedesco (Zurigo, n. 1864 - Monaco di Baviera, † 1925)

## Arbitri di calcio(2)
- Rudi Glöckner, arbitro di calcio tedesco orientale (Markranstädt, n. 1929 - Markranstädt, † 1999)
- Rudolf Kreitlein, arbitro di calcio tedesco (Fürth, n. 1919 - Stoccarda, † 2012)

## Archeologi(1)
- Rudolf Naumann, archeologo e storico dell'architettura tedesco (Fichtenau, n. 1910 - Ludwigsburg, † 1996)

## Architetti(4)
- Rudolf Guyer, architetto svizzero (San Gallo, n. 1929)
- Rudolf Schindler, architetto austriaco (Vienna, n. 1887 - Los Angeles, † 1953)
- Rudolf Schraffl, architetto austriaco (Dobbiaco, n. 1713 - Dobbiaco, † 1768)
- Rudolf Schwarz, architetto tedesco (Strasburgo, n. 1897 - Colonia, † 1961)

## Arcivescovi cattolici(1)
- Rudolf Joseph von Edling, arcivescovo cattolico austriaco (Gorizia, n. 1723 - Lodi, † 1803)

## Artisti(2)
- Rudolf Kalvach, artista boemo (Vienna, n. 1883 - Kosmonosy, † 1932)
- Rudolf Stingel, artista italiano (Merano, n. 1956)

## Astrofisici(1)
- Rudolf Kippenhahn, astrofisico e scrittore tedesco (Pernink, n. 1926 - Gottinga, † 2020)

## Attori(12)
- Rudolf Biebrach, attore e regista tedesco (Lipsia, n. 1886 - Berlino, † 1938)
- Rudi Falkenhagen, attore olandese (Diemen, n. 1933 - Breukelen, † 2005)
- Rudolf Forster, attore austro-ungarico (Gröbming, n. 1884 - Bad Aussee, † 1968)
- Rudolf Hrušínský, attore ceco (Nová Včelnice, n. 1920 - Praga, † 1994)
- Rudolf Jelínek, attore ceco (Kutná Hora, n. 1935 - Česká Lípa, † 2024)
- Rudolf Klein-Rogge, attore tedesco (Colonia, n. 1885 - Wetzelsdorf bei Jagerberg, † 1955)
- Rudolf Martin, attore tedesco (Berlino Ovest, n. 1967)
- Rudolf Pellar, attore, cantante e traduttore cecoslovacco (Púchov, n. 1923 - Praga, † 2010)
- Rudolf Platte, attore tedesco (Dortmund, n. 1904 - Berlino Ovest, † 1984)
- Rudolf Rittner, attore, sceneggiatore e regista tedesco (Weißbach, n. 1869 - Weißbach, † 1943)
- Rudolf Schündler, attore e regista tedesco (Lipsia, n. 1906 - Monaco di Baviera, † 1988)
- Rolf Wanka, attore austriaco (Vienna, n. 1901 - Monaco di Baviera, † 1982)

## Aviatori(4)
- Rudolf Anderson, aviatore statunitense (Spartanburg, n. 1927 - Banes, † 1962)
- Rudolf Berthold, aviatore tedesco (Maroldsweisach, n. 1891 - Amburgo, † 1920)
- Rudolf Szepessy-Sokoll, aviatore austro-ungarico (Oradea, n. 1891 - Latisana, † 1917)
- Rudolf Weber, aviatore austro-ungarico (Sighișoara, n. 1890 - Villaco, † 1918)

## Avvocati(2)
- Rudolf Brandt, avvocato, militare e criminale di guerra tedesco (Francoforte sull'Oder, n. 1909 - Landsberg am Lech, † 1948)
- Rudolf Reutlinger, avvocato e politico svizzero (San Gallo, n. 1921 - Herisau, † 2004)

## Bibliotecari(2)
- Rudolf von Fischer-Benzon, bibliotecario e botanico tedesco (Elsdorf-Westermühlen, n. 1839 - Wyk auf Föhr, † 1911)
- Rudolf Weil, bibliotecario e numismatico tedesco (Francoforte sul Meno, n. 1848 - Berlino, † 1914)

## Biblisti(2)
- Rudolf Kittel, biblista tedesco (Eningen unter Achalm, n. 1853 - Lipsia, † 1929)
- Rudolf Schnackenburg, biblista, teologo e presbitero tedesco (Katowice, n. 1914 - Würzburg, † 2002)

## Biologi(1)
- Rudolf Weigl, biologo polacco (Přerov, n. 1883 - Zakopane, † 1957)

## Bobbisti(1)
- Rudolf Marti, bobbista svizzero (n. 1950)

## Botanici(2)
- Rudolf Jakob Camerarius, botanico e entomologo tedesco (Tubinga, n. 1665 - Tubinga, † 1721)
- Rudolf von Uechtritz, botanico tedesco (Breslavia, n. 1838 - Breslavia, † 1886)

## Canoisti(1)
- Rudolf Dombi, canoista ungherese (Budapest, n. 1986)

## Canottieri(2)
- Rudolf Fickeisen, canottiere tedesco (Trippstadt, n. 1885 - Ludwigshafen, † 1944)
- Ruud Stokvis, ex canottiere olandese (Amsterdam, n. 1943)

## Cavalieri(1)
- Rudolf Lippert, cavaliere tedesco (Lipsia, n. 1900 - Bielefeld, † 1945)

## Cestisti(3)
- Rudolf Stanček, cestista e allenatore di pallacanestro cecoslovacco (Bratislava, n. 1928 - Bratislava, † 2014)
- Rudi Vogt, cestista tedesco (Monaco di Baviera, n. 1933 - Garmisch-Partenkirchen, † 2018)
- Rudolf Vraniak, cestista e allenatore di pallacanestro cecoslovacco (n. 1931 - † 2022)

## Chimici(3)
- Rudolf Christian Böttger, chimico e fisico tedesco (Aschersleben, n. 1806 - Francoforte sul Meno, † 1881)
- Rudolf Hoppe, chimico tedesco (Wittenberge, n. 1922 - † 2014)
- Rudolf Knietsch, chimico tedesco (Opole, n. 1854 - Ludwigshafen am Rhein, † 1906)

## Chitarristi(2)
- Ruud Adrianus Jolie, chitarrista olandese (Tilburg, n. 1976)
- Rudolf Schenker, chitarrista tedesco (Hildesheim, n. 1948)

## Ciclisti su strada(1)
- Rudolf Wolke, ciclista su strada tedesco (Berlino, n. 1906 - Berlino, † 1979)

## Climatologi(1)
- Rudolf Geiger, climatologo e meteorologo tedesco (Erlangen, n. 1894 - Monaco di Baviera, † 1981)

## Collezionisti d'arte(1)
- Rudolf Leopold, collezionista d'arte austriaco (Vienna, n. 1925 - Vienna, † 2010)

## Compositori(8)
- Rudolf Dellinger, compositore tedesco (Kraslice, n. 1857 - Dresda, † 1910)
- Rudolf Friml, compositore ceco (Praga, n. 1884 - Hollywood, † 1972)
- Rudolf Karel, compositore e direttore d'orchestra ceco (Plzeň, n. 1880 - Terezín, † 1945)
- Rudolf Kende, compositore ceco (České Budějovice, n. 1910 - České Budějovice, † 1958)
- Rudolf Moser, compositore svizzero (Uzwil, n. 1892 - Silvaplana, † 1960)
- Rudolf Nelson, compositore tedesco (Berlino, n. 1878 - Berlino, † 1960)
- Rudolf Raimann, compositore ungherese (Veszprém, n. 1861 - Vienna, † 1913)
- Rudolf Tobias, compositore estone (Selja, n. 1873 - Berlino, † 1918)

## Compositori di scacchi(1)
- Rudolf L'Hermet, compositore di scacchi tedesco (Magdeburgo, n. 1859 - Schönebeck, † 1945)

## Condottieri(1)
- Rudolf II di Coevorden, condottiero olandese (Coevorden, n. 1196 - Hardenberg, † 1230)

## Danzatori(1)
- Rudolf Laban, danzatore e coreografo ungherese (Bratislava, n. 1879 - Weybridge, † 1958)

## Diplomatici(7)
- Rudolf von Khevenhüller-Metsch, diplomatico e nobile austriaco (Ladendorf, n. 1844 - Parigi, † 1910)
- Rudolf Kirchschläger, diplomatico e politico austriaco (Niederkappel, n. 1915 - Vienna, † 2000)
- Rudolf Lindau, diplomatico e letterato tedesco (Gardelegen, n. 1829 - Parigi, † 1910)
- Rudolf von Lützow, diplomatico austriaco (Salisburgo, n. 1780 - Monza, † 1858)
- Rudolf Apponyi von Nagy-Appony, diplomatico e nobile austriaco (Karlsruhe, n. 1812 - Venezia, † 1876)
- Rudolf Rahn, diplomatico tedesco (Ulma, n. 1900 - Düsseldorf, † 1975)
- Rudolf Weiersmüller, diplomatico e ambasciatore svizzero (Teufen, n. 1939 - Rüfenacht, † 2004)

## Direttori artistici(1)
- Rudolf Bing, direttore artistico austriaco (Vienna, n. 1902 - Yonkers, † 1997)

## Direttori d'orchestra(4)
- Rudolf Borisovič Baršaj, direttore d'orchestra e violista russo (Stanitsa Labinskaya, n. 1924 - Basilea, † 2010)
- Rudolf Kempe, direttore d'orchestra tedesco (Dresda, n. 1910 - Zurigo, † 1976)
- Rudolf Moralt, direttore d'orchestra tedesco (Monaco di Baviera, n. 1902 - Vienna, † 1958)
- Rudolf Schwarz, direttore d'orchestra austriaco (Vienna, n. 1905 - Londra, † 1994)

## Dirigenti d'azienda(1)
- Rudolf Leiding, dirigente d'azienda e imprenditore tedesco (Busch, n. 1914 - Baunatal, † 2003)

## Dirigenti sportivi(4)
- Rudi Assauer, dirigente sportivo, allenatore di calcio e calciatore tedesco (Sulzbach/ Saar, n. 1944 - Herten, † 2019)
- Rudolf Henčl, dirigente sportivo e allenatore di calcio cecoslovacco (Praga, n. 1896 - † 1948)
- Rudi Völler, dirigente sportivo, allenatore di calcio e ex calciatore tedesco (Hanau, n. 1960)
- Rudolf Wojtowicz, dirigente sportivo, allenatore di calcio e ex calciatore polacco (Bytom, n. 1956)

## Discoboli(1)
- Rudolf Bauer, discobolo ungherese (Budapest, n. 1879 - Sósér, † 1932)

## Drammaturghi(1)
- Rudolf Besier, drammaturgo inglese (Blitar, n. 1878 - Surrey, † 1942)

## Economisti(1)
- Rudolf Hilferding, economista, politico e medico tedesco (Vienna, n. 1877 - Parigi, † 1941)

## Editori(1)
- Rudolf Mosse, editore e filantropo tedesco (Grodzisk Wielkopolski, n. 1843 - Schenkendorf, † 1920)

## Educatori(1)
- Rudolf Obermann, educatore e ginnasta svizzero (Zurigo, n. 1812 - Torino, † 1869)

## Esoteristi(1)
- Rudolf Steiner, esoterista e teosofo austriaco (Kraljevic, n. 1861 - Dornach, † 1925)

## Farmacologi(2)
- Rudolf Buchheim, farmacologo tedesco (Bautzen, n. 1820 - Gießen, † 1879)
- Rudolf Kobert, farmacologo tedesco (Bitterfeld, n. 1854 - Rostock, † 1918)

## Filologi(5)
- Rudolf Helm, filologo classico tedesco (Berlino, n. 1872 - Kiel, † 1966)
- Rudolf Kassel, filologo classico tedesco (Frankenthal, n. 1926 - Colonia, † 2020)
- Rudi Paret, filologo, islamista e traduttore tedesco (Wittendorf, n. 1901 - Tubinga, † 1983)
- Rudolf Pfeiffer, filologo classico e grecista tedesco (Augusta, n. 1889 - Monaco di Baviera, † 1979)
- Rudolf von Raumer, filologo e linguista tedesco (Breslavia, n. 1815 - Erlangen, † 1876)

## Filosofi(3)
- Rudolf Christoph Eucken, filosofo e scrittore tedesco (Aurich, n. 1846 - Jena, † 1926)
- Hermann Lotze, filosofo e logico tedesco (Bautzen, n. 1817 - Berlino, † 1881)
- Rudolf Malter, filosofo tedesco (Spiesen, n. 1937 - Magonza, † 1994)

## Fisici(6)
- Rudolf Clausius, fisico e matematico tedesco (Köslin, n. 1822 - Bonn, † 1888)
- Rudolf Haag, fisico tedesco (Tubinga, n. 1922 - Schliersee, † 2016)
- Rudolf Kohlrausch, fisico tedesco (Gottinga, n. 1809 - Erlangen, † 1858)
- Rudolf Ludwig Mössbauer, fisico tedesco (Monaco di Baviera, n. 1929 - Grünwald, † 2011)
- Rudolf Peierls, fisico britannico (Berlino, n. 1907 - Oxford, † 1995)
- Rudolf Schlegelmilch, fisico e paleontologo tedesco (Arnstadt, n. 1931 - Aalen, † 2018)

## Fisiologi(1)
- Rudolf Heidenhain, fisiologo tedesco (Marienwerder, n. 1834 - Breslavia, † 1897)

## Generali(17)
- Rudolf von Bünau, generale tedesco (Stoccarda, n. 1890 - Kirchheim unter Teck, † 1962)
- Rudolf Creutz, generale austriaco (Trieste, n. 1896 - Vienna, † 1980)
- Rudolf Christoph Freiherr von Gersdorff, generale tedesco (Lubin, n. 1905 - Monaco di Baviera, † 1980)
- Rudolf Koch-Erpach, generale tedesco (Monaco di Baviera, n. 1886 - Bad Boll, † 1971)
- Rudolf Konrad, generale tedesco (Kulmbach, n. 1891 - Monaco di Baviera, † 1964)
- Ferdinand von Kummer, generale prussiano (Szelejewo, n. 1816 - Potsdam, † 1900)
- Rudolf Maister, generale, attivista e poeta jugoslavo (Kamnik, n. 1874 - Unec, † 1934)
- Rudolf Querner, generale tedesco (Lehndorf, n. 1893 - Magdeburgo, † 1945)
- Rudolf von Roman, generale tedesco (Bayreuth, n. 1893 - Schernau, † 1970)
- Rudolf von Brudermann, generale austro-ungarico (Gyöngyös, n. 1851 - Kaltenleutgeben, † 1941)
- Rudolf Schmidt, generale tedesco (Berlino, n. 1886 - Krefeld, † 1957)
- Rudolf Schmundt, generale tedesco (Metz, n. 1896 - Rastenburg, † 1944)
- Rudolf Sieckenius, generale tedesco (Ludwigsthal, n. 1896 - Märkisch Buchholz, † 1945)
- Rudolf Stöger-Steiner von Steinstätten, generale austriaco (Pernegg an der Mur, n. 1861 - Graz, † 1921)
- Rudolf Toussaint, generale tedesco (Egglkofen, n. 1891 - Monaco di Baviera, † 1968)
- Rudolf Veiel, generale tedesco (Stoccarda, n. 1883 - Stoccarda, † 1956)
- Rudolf Wenninger, generale tedesco (Monaco di Baviera, n. 1890 - Merano, † 1945)

## Geografi(1)
- Rudolf Kjellén, geografo svedese (Torsö, n. 1864 - Uppsala, † 1922)

## Geologi(2)
- Rudolf Hoernes, geologo austriaco (Vienna, n. 1850 - Judendorf-Straßengel, † 1912)
- Rudolf Stockar, geologo e paleontologo svizzero (Milano, n. 1965)

## Germanisti(2)
- Rudolf Hildebrand, germanista tedesco (Lipsia, n. 1824 - Lipsia, † 1894)
- Rudolf Simek, germanista e filologo austriaco (Eisenstadt, n. 1954)

## Ginecologi(2)
- Rudolf Chrobak, ginecologo austriaco (Opava, n. 1843 - Vienna, † 1910)
- Rudolf Kaltenbach, ginecologo tedesco (Friburgo in Brisgovia, n. 1842 - Halle, † 1893)

## Ginnasti(3)
- Rudolf Degermark, ginnasta svedese (n. 1886 - † 1960)
- Rudolf Krupitzer, ginnasta e multiplista statunitense (Ungheria, n. 1879 - Cleveland, † 1972)
- Rudolf Schrader, ginnasta e multiplista statunitense (Magdeburgo, n. 1875 - Berwyn, † 1981)

## Giornalisti(4)
- Rudolf Augstein, giornalista, scrittore e politico tedesco (Hannover, n. 1923 - Amburgo, † 2002)
- Rudolf John Gorsleben, giornalista e drammaturgo tedesco (Metz, n. 1883 - Bad Homburg vor der Höhe, † 1930)
- Rudolf Herrnstadt, giornalista e politico tedesco (Gliwice, n. 1903 - Halle, † 1966)
- Rudolf Kasztner, giornalista e avvocato ungherese (Kolozsvár, n. 1906 - Tel Aviv, † 1957)

## Giuristi(3)
- Rudolf von Jhering, giurista tedesco (Aurich, n. 1818 - Gottinga, † 1892)
- Rudolf Schlesinger, giurista tedesco (Monaco di Baviera, n. 1909 - San Francisco, † 1996)
- Rudolf Stammler, giurista tedesco (Alsfeld, n. 1856 - Wernigerode, † 1938)

## Hockeisti su ghiaccio(2)
- Rudi Ball, hockeista su ghiaccio tedesco (Berlino, n. 1911 - Johannesburg, † 1975)
- Rudolf Tajcnár, hockeista su ghiaccio slovacco (Bratislava, n. 1948 - Bratislava, † 2005)

## Hockeisti su prato(1)
- Ru van der Haar, hockeista su prato olandese (Banyumas, n. 1913 - Maumere, † 1943)

## Illustratori(1)
- Heinrich Zille, illustratore e fotografo tedesco (Radeburg, n. 1858 - Berlino, † 1929)

## Imprenditori(3)
- Rudolf Dassler, imprenditore tedesco (Herzogenaurach, n. 1898 - Herzogenaurach, † 1974)
- Rudolf Pringsheim, imprenditore tedesco (Oleśnica, n. 1821 - Berlino, † 1906)
- Rudolf Wanzl, imprenditore tedesco (Giebau, n. 1924 - † 2011)

## Informatici(1)
- Rudolf Bayer, informatico tedesco (n. 1939)

## Ingegneri(6)
- Rudolf Diesel, ingegnere tedesco (Parigi, n. 1858 - Canale della Manica, † 1913)
- Rudolf Formis, ingegnere tedesco (Stoccarda, n. 1894 - Slapy, † 1935)
- Rudolf Hruska, ingegnere austriaco (Vienna, n. 1915 - Torino, † 1994)
- Rudolf Emil Kálmán, ingegnere e matematico statunitense (Budapest, n. 1930 - Gainesville, † 2016)
- Rudolf von Sebottendorff, ingegnere, agente segreto e esoterista tedesco (Hoyerswerda, n. 1875 - Istanbul, † 1945)
- Rudolf Uhlenhaut, ingegnere e progettista tedesco (Londra, n. 1906 - Stoccarda, † 1989)

## Inventori(1)
- Rudolf Hell, inventore e ingegnere tedesco (Eggmühl, n. 1901 - Kiel, † 2002)

## Lottatori(2)
- Rudolf Vesper, ex lottatore tedesco (Oława, n. 1939)
- Rudolf Watzl, lottatore austriaco (Vienna, n. 1882 - Przemyśl, † 1915)

## Magistrati(2)
- Rudolf Benz, giudice e politico svizzero (Zurigo, n. 1810 - Zurigo, † 1872)
- Rudolf Bollier, giudice, politico e mercante svizzero (Horgen, n. 1815 - Horgen, † 1855)

## Matematici(2)
- Rudolf Halin, matematico tedesco (Krefeld, n. 1934 - Mölln, † 2014)
- Rudolf E. Langer, matematico e statistico statunitense (South Boston, n. 1894 - † 1968)

## Medici(1)
- Rudolf Stähelin, medico svizzero (Basilea, n. 1875 - Basilea, † 1943)

## Mezzofondisti(1)
- Rudolf Harbig, mezzofondista e velocista tedesco (Dresda, n. 1913 - Kropyvnyc'kyj, † 1944)

## Micologi(1)
- Rudolf Aderhold, micologo e agronomo tedesco (Frankenhausen, n. 1865 - Dahlem, † 1907)

## Militari(11)
- Rudolf Batz, militare tedesco (Bad Langensalza, n. 1903 - Wuppertal, † 1961)
- Rudolf Beckmann, militare tedesco (Osnabrück, n. 1910 - Campo di sterminio di Sobibór, † 1943)
- Rudolf von Colloredo, militare e politico austriaco (České Budějovice, n. 1585 - Praga, † 1657)
- Rudolf Gerhardt, ufficiale tedesco (Greiz, n. 1896 - Münster, † 1964)
- Rudolf Höß, militare e criminale di guerra tedesco (Baden-Baden, n. 1901 - Auschwitz, † 1947)
- Rudolf Lehmann, militare tedesco (Heidelberg, n. 1914 - Ettlingen, † 1983)
- Rudolf Weiß, ufficiale tedesco (n. 1910 - † 1958)
- Rudolf Heinz Ruffer, militare e aviatore tedesco (Eisenhammer, n. 1920 - Leopoli, † 1944)
- Rudolf Seck, militare tedesco (Bunsoh, n. 1908 - Flensburgo, † 1974)
- Rudolf von Scheliha, militare e diplomatico tedesco (Zessel, n. 1897 - Berlino, † 1942)
- Rudolf Singule, militare austro-ungarico (Pola, n. 1883 - Brno, † 1945)

## Mineralogisti(1)
- Rudolf Koechlin, mineralogista austriaco (Vienna, n. 1862 - Vienna, † 1939)

## Musicisti(1)
- Rudolf Wagner-Régeny, musicista rumeno (Reghin, n. 1903 - Berlino, † 1969)

## Nobili(1)
- Rudolf Franz Erwein von Schönborn, nobile, diplomatico e politico tedesco (Magonza, n. 1677 - Gaibach, † 1754)

## Oculisti(1)
- Rudolf Schirmer, oculista tedesco (Greifswald, n. 1831 - Greifswald, † 1896)

## Orientalisti(1)
- Rudolf Ernst Brünnow, orientalista tedesco (Ann Arbor, n. 1858 - Bar Harbor, † 1917)

## Pallamanisti(1)
- Rudolf Stahl, pallamanista tedesco (Darmstadt, n. 1912 - Groß-Gerau, † 1984)

## Pallanuotisti(4)
- Rudolf Buchfelder, pallanuotista austriaco (Vienna, n. 1884 - Vienna, † 1967)
- Ruud van Feggelen, pallanuotista e allenatore di pallanuoto olandese (Amsterdam, n. 1924 - Deventer, † 2002)
- Ru den Hamer, pallanuotista olandese (Bogor, n. 1917 - L'Aia, † 1988)
- Rudolf Styskalik, pallanuotista austriaco (n. 1929 - † 2005)

## Partigiani(1)
- Rudolf Jacobs, partigiano e militare tedesco (Brema, n. 1914 - Sarzana, † 1944)

## Patologi(2)
- Rudolf Kraus, patologo e batteriologo ceco (Jungbunzlau, n. 1868 - Santiago del Cile, † 1932)
- Rudolf Virchow, patologo, scienziato e antropologo tedesco (Świdwin, n. 1821 - Berlino, † 1902)

## Performance artist(1)
- Rudolf Schwarzkogler, performance artist austriaco (Vienna, n. 1940 - Vienna, † 1969)

## Pianisti(6)
- Rudolf Breithaupt, pianista e musicologo tedesco (Braunschweig, n. 1873 - Ballenstedt, † 1945)
- Rudolf Buchbinder, pianista austriaco (Litoměřice, n. 1946)
- Rudolf Firkušný, pianista ceco (Napajedla, n. 1912 - Steatsburg, † 1994)
- Rudolf Kehrer, pianista, compositore e docente russo (Tbilisi, n. 1923 - Berlino, † 2013)
- Rudolf Serkin, pianista austriaco (Cheb, n. 1903 - Guildford, † 1991)
- Rudolf Willmers, pianista e compositore di scacchi danese (Copenaghen, n. 1821 - Vienna, † 1878)

## Piloti automobilistici(4)
- Rudi Fischer, pilota automobilistico svizzero (Stoccarda, n. 1912 - Lucerna, † 1976)
- Rudolf Karl Krause, pilota automobilistico tedesco (Reichenbach im Vogtland, n. 1907 - Reichenbach im Vogtland, † 1987)
- Rudolf Hasse, pilota automobilistico tedesco (Mittweida, n. 1906 - Makiïvka, † 1942)
- Rolf Wütherich, pilota automobilistico tedesco (Heilbronn, n. 1927 - Kupferzell, † 1981)

## Piloti di rally(1)
- Rudi Stohl, ex pilota di rally e ex copilota di rally austriaco (Vienna, n. 1947)

## Piloti motociclistici(1)
- Rudi Felgenheier, pilota motociclistico tedesco (Horchheim am Rhein, n. 1930 - † 2005)

## Pistard(1)
- Rudolf Karsch, pistard tedesco (Lipsia, n. 1913 - Erfurt, † 1950)

## Pittori(9)
- Rudolf Epp, pittore tedesco (Eberbach, n. 1834 - Monaco di Baviera, † 1910)
- Julius Hübner, pittore tedesco (Oels, n. 1806 - Loschwitz, † 1882)
- Rudolf Kortokraks, pittore tedesco (Ludwigshafen am Rhein, n. 1928 - Hallein, † 2014)
- Rudolf Levy, pittore tedesco (Stettino, n. 1875 - Auschwitz, † 1944)
- Rudolf Müller, pittore svizzero (Basilea, n. 1802 - Roma, † 1885)
- Rudolf Négely, pittore ungherese (Kierling, n. 1883 - Budapest, † 1941)
- Rudolf Rössler, pittore e illustratore austriaco (Gablonz an der Neiße, n. 1864 - Vienna, † 1934)
- Rudolf Stolz, pittore italiano (Bolzano, n. 1874 - Moso, † 1960)
- Rudolf von Alt, pittore e incisore austriaco (Vienna, n. 1812 - Vienna, † 1905)

## Poeti(3)
- Rudolf Dilong, poeta e presbitero slovacco (Trstená, n. 1905 - Pittsburgh, † 1986)
- Rudolf Fabry, poeta, scrittore e giornalista slovacco (Budmerice, n. 1915 - Bratislava, † 1982)
- Rudolf Hagelstange, poeta tedesco (Nordhausen, n. 1912 - Hanau, † 1984)

## Politici(18)
- Rudolf Anschober, politico austriaco (Wels, n. 1960)
- Rudolf Bahro, politico e filosofo tedesco (Bad Flinsberg, n. 1935 - Berlino, † 1997)
- Rudolf Beran, politico cecoslovacco (Pracejovice, n. 1887 - Leopoldov, † 1954)
- Rudolf Chmel, politico slovacco (Plzeň, n. 1939)
- Rudolf Coraduz von und zu Nußdorf, politico austriaco († 1618)
- Rudolf Diels, politico e militare tedesco (Berghausen, n. 1900 - Katzenelnbogen, † 1957)
- Rudolf Douala Manga Bell, politico camerunese (Douala, n. 1873 - † 1914)
- Rudolf Edlinger, politico e dirigente sportivo austriaco (Vienna, n. 1940 - † 2021)
- Rudolf Friedrich, politico svizzero (Winterthur, n. 1923 - Winterthur, † 2013)
- Rudolf Gnägi, politico svizzero (Schwadernau, n. 1917 - Köniz, † 1985)
- Rudolf Hess, politico e generale tedesco (Alessandria d'Egitto, n. 1894 - Berlino Ovest, † 1987)
- Rudolf Hundstorfer, politico austriaco (Vienna, n. 1951 - Brazza, † 2019)
- Rudolf Minger, politico svizzero (Mülchi, n. 1881 - Schüpfen, † 1955)
- Rudolf Ramek, politico austriaco (Teschen, n. 1881 - Vienna, † 1941)
- Rudolf Schuster, politico, diplomatico e drammaturgo slovacco (Košice, n. 1934)
- Rudolf Seiters, politico tedesco (Osnabrück, n. 1937)
- Rudolf Slánský, politico cecoslovacco (Nezvěstice, n. 1901 - Praga, † 1952)
- Rudolf von Wrbna und Freudenthal, politico e mineralogista austriaco (Vienna, n. 1761 - Vienna, † 1823)

## Poliziotti(1)
- Rudolf Lange, poliziotto tedesco (Weißwasser, n. 1910 - Poznań, † 1945)

## Principi(1)
- Rudolf Kinsky von Wchinitz und Tettau, principe (Praga, n. 1802 - Linz, † 1836)

## Produttori cinematografici(1)
- Rudolf Meinert, produttore cinematografico, sceneggiatore e regista austriaco (Vienna, n. 1882 - Majdanek, † 1943)

## Progettisti(1)
- Rudolf Kaiser, progettista tedesco (Waldsachsen, n. 1922 - Poppenhausen, † 1991)

## Psichiatri(1)
- Rudolf Allers, psichiatra austriaco (Vienna, n. 1883 - Hyattsville, † 1963)

## Pugili(1)
- Rudolf Kraj, ex pugile ceco (Mělník, n. 1977)

## Registi(2)
- Rudolf van den Berg, regista olandese (Rotterdam, n. 1949 - † 2025)
- Rudolf Jugert, regista tedesco (Hannover, n. 1907 - Monaco di Baviera, † 1979)

## Rugbisti a 15(1)
- Rudolf Straeuli, ex rugbista a 15 e allenatore di rugby a 15 sudafricano (Pretoria, n. 1963)

## Scacchisti(5)
- Rudolf Charousek, scacchista ungherese (Praga, n. 1873 - Budapest, † 1900)
- Rudolf Marić, scacchista jugoslavo (Novi Sad, n. 1927 - Belgrado, † 1990)
- Rudolf Spielmann, scacchista austriaco (Vienna, n. 1883 - Stoccolma, † 1942)
- Rudolf Swideriski, scacchista tedesco (Lipsia, n. 1878 - Lipsia, † 1909)
- Rudolf Teschner, scacchista tedesco (Potsdam, n. 1922 - Berlino, † 2006)

## Scenografi(1)
- Caspar Neher, scenografo e librettista tedesco (Augusta, n. 1897 - Vienna, † 1962)

## Schermidori(5)
- Rudolf Brosch, schermidore austriaco
- Rudolf Cvetko, schermidore sloveno (Senožeče, n. 1880 - Lubiana, † 1977)
- Rudolf Kárpáti, schermidore ungherese (Budapest, n. 1920 - Budapest, † 1999)
- Rudolf Nébald, ex schermidore ungherese (Budapest, n. 1952)
- Rudolf Trost, ex schermidore austriaco (Graz, n. 1940)

## Sciatori alpini(5)
- Rudolf Huber, ex sciatore alpino austriaco (n. 1963)
- Rudolf Nierlich, sciatore alpino austriaco (Bad Ischl, n. 1966 - Bad Ischl, † 1991)
- Rudolf Rominger, sciatore alpino svizzero (Sankt Moritz, n. 1908 - Sankt Moritz, † 1979)
- Rudi Sailer, ex sciatore alpino austriaco (Kitzbühel, n. 1944)
- Rudolf Stocker, ex sciatore alpino austriaco (n. 1965)

## Sciatori nordici(1)
- Rudolf Burkert, sciatore nordico cecoslovacco (Polubný, n. 1904 - † 1985)

## Scrittori(12)
- Rudolf Arnheim, scrittore, storico dell'arte e psicologo tedesco (Berlino, n. 1904 - Ann Arbor, † 2007)
- Rudolf G. Binding, scrittore tedesco (Basilea, n. 1867 - Starnberg, † 1938)
- Rudolf Borchardt, scrittore tedesco (Königsberg, n. 1877 - Trins, † 1945)
- Hans Fallada, scrittore tedesco (Greifswald, n. 1893 - Berlino, † 1947)
- Rudolf Herzog, scrittore tedesco (Barmen, n. 1869 - Rheinbretbach, † 1943)
- Rudolf Kassner, scrittore austriaco (Groß-Pawlowitz, n. 1873 - Sierre, † 1959)
- Rudolf Křesťan, scrittore ceco (Praga, n. 1943)
- Rudolf Leonhard, scrittore e attivista tedesco (Leszno, n. 1889 - Berlino Est, † 1953)
- Rudolf Löwenstein, scrittore tedesco (Breslavia, n. 1819 - Berlino, † 1891)
- Rudolf Pannwitz, scrittore tedesco (Crossen, n. 1881 - Astano, † 1969)
- Rudolf Erich Raspe, scrittore, scienziato e bibliotecario tedesco (Hannover, n. 1736 - Killarney, † 1794)
- Rudolf Alexander Schröder, scrittore, architetto e pittore tedesco (Brema, n. 1878 - Bad Wiessee, † 1962)

## Scultori(2)
- Rudolf Belling, scultore tedesco (Berlino, n. 1886 - Krailling, † 1972)
- Rudolf Pribiš, scultore slovacco (Rajec, n. 1913 - Bratislava, † 1984)

## Slittinisti(1)
- Rudolf Schmid, slittinista austriaco (Liezen, n. 1951 - Oberwart, † 2014)

## Sollevatori(7)
- Rudolf Edinger, sollevatore austriaco (Erlaa, n. 1902 - Brunn am Gebirge, † 1997)
- Rudolf Ismayr, sollevatore tedesco (Landshut, n. 1908 - Marquartstein, † 1998)
- Rudolf Kozłowski, sollevatore polacco (Zabrze, n. 1935)
- Rudolf Mang, sollevatore tedesco (Bellenberg, n. 1950 - Bellenberg, † 2018)
- Rudolf Schilberg, sollevatore austriaco (Vienna, n. 1894 - Vienna, † 1961)
- Rudolf Strejček, sollevatore cecoslovacco (Ohrazenice, n. 1950)
- Rudolf Troppert, sollevatore austriaco (Vienna, n. 1909 - Vienna, † 1999)

## Storici(4)
- Rudolf A. Haunschmied, storico austriaco (Sankt Georgen an der Gusen, n. 1966)
- Rudolf Haym, storico, filosofo e letterato tedesco (Grünberg, n. 1821 - Sankt Anton am Arlberg, † 1901)
- Rudolf Köpke, storico tedesco (Königsberg, n. 1813 - Berlino, † 1870)
- Rudolf Turek, storico e archeologo ceco (Mladá Boleslav, n. 1910 - Praga, † 1991)

## Storici dell'architettura(1)
- Rudolf Wittkower, storico dell'architettura, storico dell'arte e saggista tedesco (Berlino, n. 1901 - New York, † 1971)

## Storici dell'arte(2)
- Rudolf Eitelberger, storico dell'arte ceco (Olomouc, n. 1817 - Vienna, † 1885)
- Rudi Fuchs, storico dell'arte olandese (Eindhoven, n. 1942)

## Storici della letteratura(1)
- Otto Harnack, storico della letteratura tedesco (Erlangen, n. 1857 - Besigheim, † 1914)

## Tennisti(2)
- Rudolf Hoskowetz, ex tennista austriaco (n. 1946)
- Rudolf Molleker, tennista tedesco (Sjevjerodonec'k, n. 2000)

## Tenori(1)
- Rudolf Schock, tenore tedesco (Duisburg, n. 1915 - Düren, † 1986)

## Teologi(6)
- Rudolf Bultmann, teologo tedesco (Wiefelstede, n. 1884 - Marburgo, † 1976)
- Rudolf Otto, teologo e storico delle religioni tedesco (Peine, n. 1869 - Marburgo, † 1937)
- Rudolf Pacik, teologo austriaco (Vienna, n. 1947)
- Rudolf Pesch, teologo tedesco (Bonn, n. 1936 - Roma, † 2011)
- Rudolf Smend, teologo tedesco (Lengerich, n. 1851 - Ballenstedt, † 1913)
- Rudolf Ewald Stier, teologo tedesco (Wschowa, n. 1800 - Eisleben, † 1862)

## Tipografi(1)
- Rudolf Koch, tipografo, insegnante e calligrafo tedesco (Norimberga, n. 1876 - † 1934)

## Tiratori a segno(1)
- Rudolf Schnyder, tiratore a segno svizzero (n. 1919 - † 2000)

## Tiratori di fune(1)
- Rudolf Lindmayer, tiratore di fune e lottatore austriaco (n. 1882 - † 1957)

## Umanisti(1)
- Rudolf Agricola, umanista olandese (Baflo, n. 1443 - Heidelberg, † 1485)

## Vescovi cattolici(1)
- Rudolf Voderholzer, vescovo cattolico tedesco (Monaco di Baviera, n. 1959)

## Violinisti(2)
- Rudolf Koelman, violinista olandese (Amsterdam, n. 1959)
- Rudolf Kolisch, violinista austriaco (Klamm am Semmering, n. 1896 - Watertown, † 1978)

## Senza attività specificata(4)
- Rudolf Brazda, tedesco (Brossen, n. 1913 - Bantzenheim, † 2011)
- Rudolf Dollinger, ex tiratore a segno austriaco (Telfes im Stubai, n. 1944)
- Rudolf Reder, superstite dell'Olocausto polacco (Dębica, n. 1881 - Toronto, † 1968)
- Rudolf von Erlach, cavaliere medievale e condottiero svizzero (Berna - Castello di Reichenbach, † 1360)